# Schloss Mörmoosen

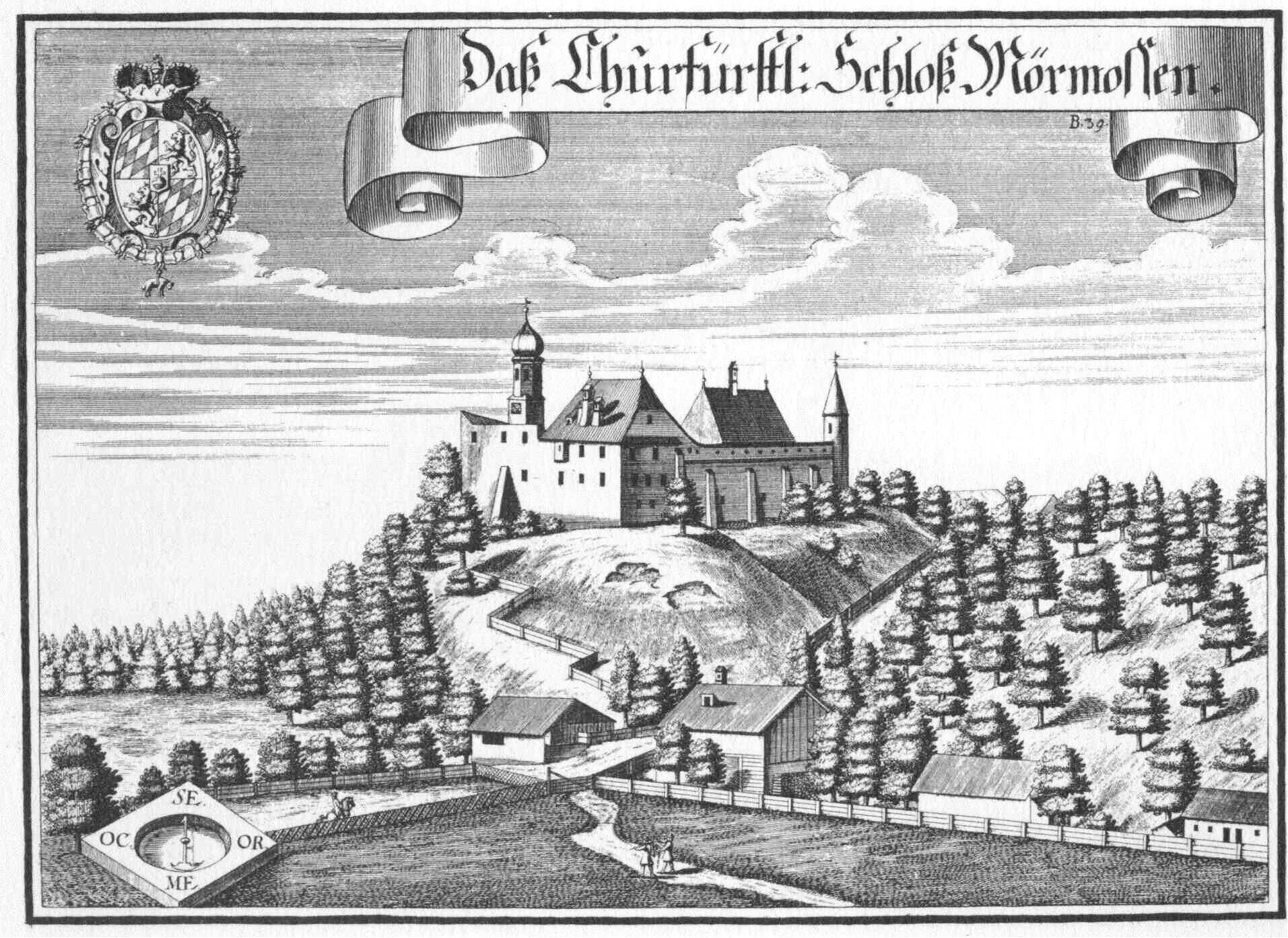
Schloss Mörmoosen nach einem Stich von Michael Wening von 1721

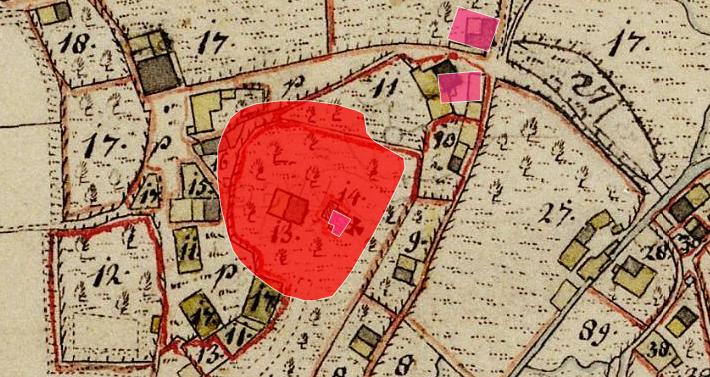
Lageplan von Schloss Mörmoosen auf dem Urkataster von Bayern

Das abgegangene Schloss Mörmoosen befand sich im gleichnamigen Ortsteil der Gemeinde Tüßling im Landkreis Altötting von Bayern (Am Kirchberg 13). Die Anlage wird als Bodendenkmal unter der Aktennummer D-1-7841-0039 im Bayernatlas als „Burgstall des Mittelalters und der frühen Neuzeit ("Pflegschloss Mörmoosen") sowie untertägige spätmittelalterliche und frühneuzeitliche Befunde im Bereich der ehem. Schlosskapelle“ geführt.

## Geschichte von Schloss und Landgericht Mörmoosen
Mörmoosen war im Früh- und Hochmittelalter Teil des Isengaues, der nach den von Erzbischof Arn erstellten Notitia Arnonis Teil des Erzbistums Salzburg war. Bei einer Auseinandersetzung von 1285 behauptete das Erzstift Salzburg, die Burg Mörmoosen stünde auf salzburgischem Gebiet, da 930 Mörmoosen samt Burg (urbs) von dem Edlen Otachar an Salzburg gegeben worden sei.
Im 12. Jahrhundert sind hier zwei adelige Geschlechter nachweisbar. Ein Englram (urk. erw. 1122–1135) wird als nepos des Meginhard von Ehring genannt. Um 1130 waren hier Kraiburger Ministeriale ansässig, wobei ein Siboto († um 1150) ein natürlicher Sohn des Grafen Sigboto II. von Weyarn († 1136) war. Siboto war mit einer edelfreien Benedikta verehelicht, deren Sohn Sigiboto zwischen 1147 und 1185 urkundlich nachgewiesen ist. Eine Familie von Eslerwalde war hier ebenfalls tätig: Ein Fridericus de Eslarwald tritt 1189 als Treuhänder auf, er findet sich auch in einer Zeugenreihe mit einem Eberhardus de Eslarwald. Der Eslerwald (s. u.) kam 1027 als Königsforst an das Erzbistum Salzburg. Ein Salzburger Urbaramt Eslerwald wird 1177 und 1216 genannt.
Die Ausbildung eines herzoglichen Landgerichtes ist anfänglich eng mit der Familie der Herren von Wald verbunden. Die Gebrüder Ortlieb und Otto von Wald lagen dabei im Streit mit dem Kloster Raitenhaslach und maßten sich hier Gerichts- und Vogteirechte an. Herzog Otto II. bestätigt 1240 dem Kloster seine Rechte hinsichtlich der hohen Gerichtsbarkeit (also bei Bluttaten, Notzucht und Diebstahl), die von den Herren von Wald ausgeübt wurde. Auch die Niedere Gerichtsbarkeit wurde dem Kloster zugesprochen. Hohe und niedere Gerichtsbarkeit und weitere damit verbundene Rechte (Steuern, Herbergs- und Futterrecht) machen die Grafschaftsrechte aus. In einer Urkunde vom 28. November 1244 versprach Pfalzgraf Rapoto III. dem Kloster insbesondere die Niedergerichtsbarkeit, behielt sich aber die Blutgerichtsbarkeit vor. 1259 und 1260 beurkundet Herzog Heinrich dem Kloster den Verzicht der beiden Brüder Ortlieb und Otto von Wald auf alle Grafschaftsrechte mit Ausnahme des Blutbanns. Ort und Schloss Mörmoosen gingen um 1260 auf dem Kaufweg von den Grafen von Kraiburg an den bayerischen Herzog über, vermutlich auch die diesbezüglichen Grafschaftsrechte. Die meisten Güter blieben aber (bis in das 18. Jahrhundert) in geistlichem Besitz (Erzstift Salzburg, Salzburger Domkapitel, Kloster Baumburg). Am 12. Dezember 1317 erscheint Ludwig der alte Grans als Inhaber der Gerichte Wald und Mörmoosen, die er von König Otto von Ungarn, dem früheren Herzog von Niederbayern, erhalten hatte. Danach war  Ludwig der junge Grans auf Wald und Mörmoosen ansässig.
Die Grans sind dabei Vorläufer der späteren Pfleger, welche die Verwaltung von Burg und Gerichtsbezirk für eine bestimmte Zeit gegen Entgelt übernahmen. Erster namentlich bekannter Pfleger auf Mörmoosen ist 1366 Hartneid der Grans, dann 1402 ein Herr von Layminger, 1402 Albrecht Rinsmaul usw. Die Pfleger konnten auch Landrichter anstellen, als solche sind beispielsweise bekannt Chunrat der Auwer (1302), Wolfhard (1315), Ulrich der Müller (1369) usw.
In dem Zweiten Erhartinger Vertrag vom 20. Juli 1275 wird vom bayerischen Herzog festgelegt, dass er im Isengau und im Eslerwald (mit Mörmoosen und Kraiburg) die Gerichtsbarkeit der Salzburger Kirche wahren möchte, sich aber die Grafschaftsrechte (cometia) vorbehält. Vermutet wird, dass seitdem ein bayerisches Landgericht Mörmoosen (mit der Hochgerichtsbarkeit) und ein Salzburger Propsteigericht auf den Wäldern (mit der Niedergerichtsbarkeit) entstanden sind. Dies korrespondiert mit der Nennung des ersten Richters Chunrat der Auwer zu Mörmoosen (10. August 1302), der von Ludwig dem Grans ernannt wurde. 1317 wird Mörmoosen als Landgericht bezeichnet. Als erster Salzburger Richter wird am 19. September 1278 ein Heinricus senior de Harschichen iudex in terminis Muldorfensibus genannt.
Am 7. August 1331 wird bei des Landesteilung die Gerichte Kraiburg und Mörmoosen den Herzögen von Niederbayern zugeschlagen. Ab 1505 gehören diese dann zum Viztumamt bzw. zum Rentamt Burghausen, das Gericht Mörmoosen wird 1804 aufgelöst.

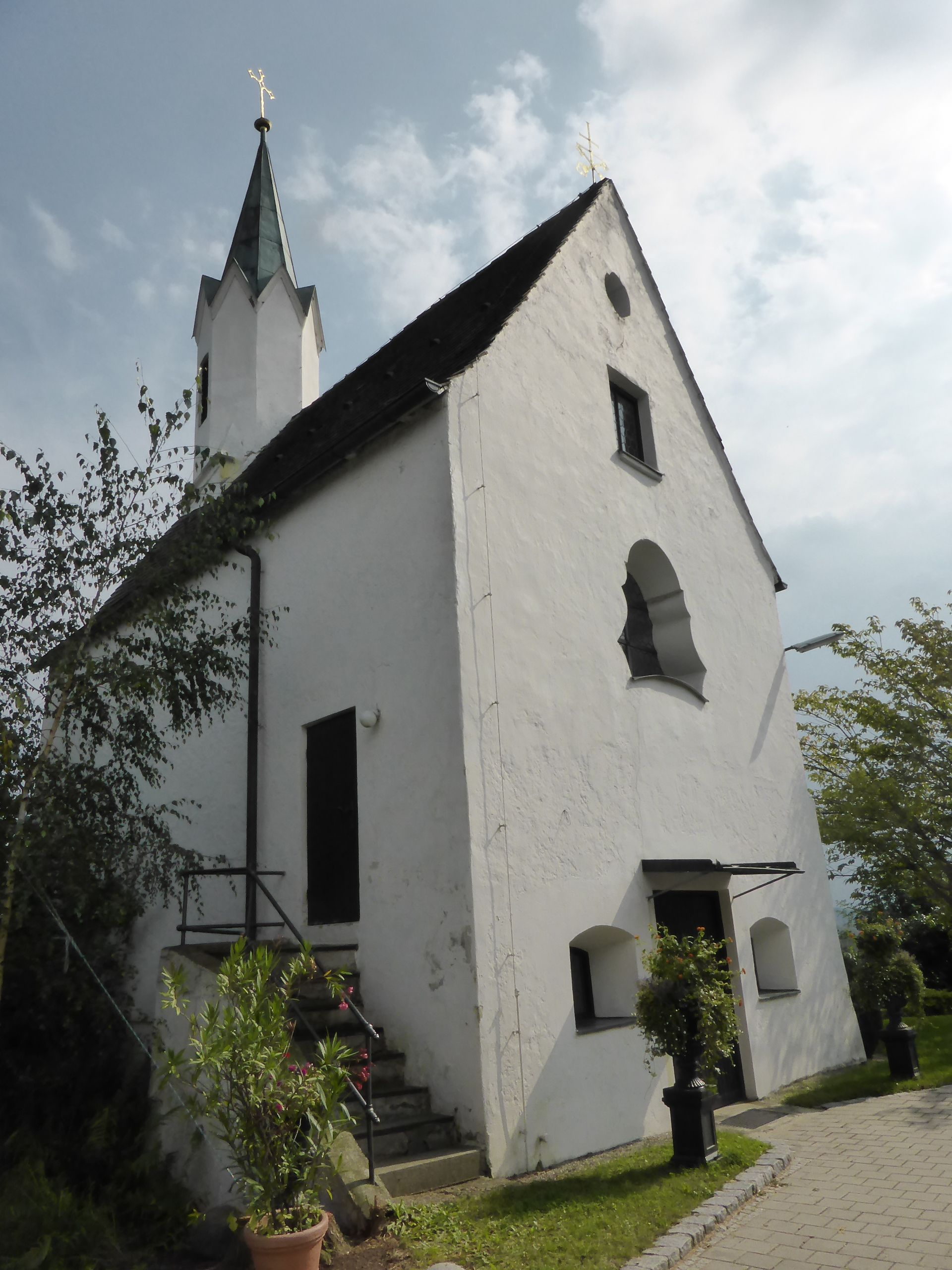
Schlosskapelle St. Peter und Paul

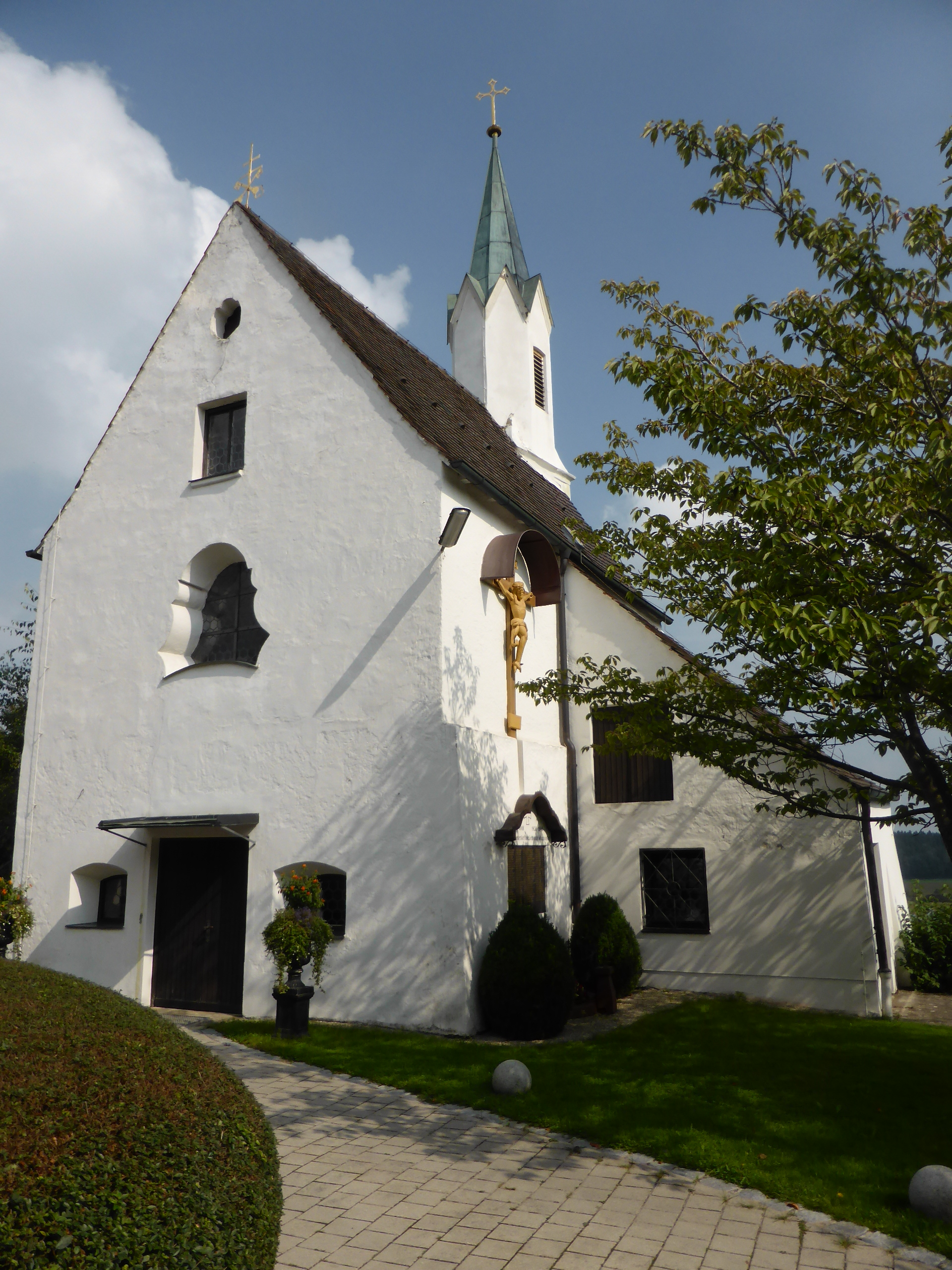
Schlosskapelle St. Peter und Paul

## Schloss Mörmoosen einst und jetzt
Wie auf dem Stich von Michael Wening von 1721 zu sehen ist, lag die Burg Mörmoosen auf einem Hügel; sie war mit hohen und mit Stützpfeilern versehenen Mauern bewehrt, in die auch der dreigeschossige Palas einbezogen war. Es sind zwei Türme erkennbar, einer mit einem Zwiebelturm, der andere mit einem spitzen Dach. Innerhalb der Mauern ist noch ein zweites Gebäude zu sehen. 1750 wurde das Schloss Mörmoosen bei einem Brand zerstört.
Vom Schloss übrig geblieben ist noch die ehemalige Schlosskapelle St. Peter und Paul. Diese Schlosskapelle des einstigen Pflegschlosses Mörmoosen ist ein kleiner Satteldachbau mit einem Dachreiter, ohne Chor auf fast quadratischem Grundriss erbaut. Sie geht im Kern vermutlich auf das 14. Jahrhundert zurück, ein barocker Ausbau fand im 18. Jahrhundert statt, der Dachreiter stammt aus dem 19. Jahrhundert.